# Paulo Bonamigo
Paulo Afonso Bonamigo (Ijuí, 23 de setembro de 1960) é um treinador e ex-futebolista brasileiro que atuava como meia.

## Carreira como jogador
Atuando como meio-campo, foi destaque no Grêmio nas décadas de 1970 e 1980.

## Carreira como treinador
Já dirigiu times como Madureira, Joinville, Sampaio Corrêa, Remo, Mogi Mirim, Paraná, Palmeiras, Coritiba, Botafogo, Fortaleza e Goiás. Esteve no comando técnico da Portuguesa, com a missão de levar a Lusa de volta à Primeira Divisão do Brasileirão.
Em 2009 foi contratado pelo Bahia para tentar salvar o time de um possível rebaixamento à Série C, mas menos de uma semana após acertar a sua permanência para 2010, ele anunciou a sua transferência para o Al-Shabab, clube dos EAU.
Em 2017 volta a treinar um clube brasileiro quando acerta seu retorno ao Fortaleza para comandar a equipe na Série C. No dia seguinte após a derrota por 2x0 para o Sampaio Corrêa vindo de uma série de 3 partidas sem vitória, pela Série C do Brasileiro, o Fortaleza anunciou a saída do técnico Paulo Bonamigo, dirigindo a equipe nos 15 jogos da Terceirona, com 6 vitórias, 5 empates e 4 derrotas, obtendo um aproveitamento de 51,1%.
Em novembro de 2017, Bonamigo foi anunciado no Al-Qadisiyah.
Em setembro de 2020 assume o Remo na série C do Brasileirão, na estreia vence o Manaus, e na sequência vence o seu maior rival, o Paysandu.

## Títulos

### Como jogador
Grêmio
- Campeonato Gaúcho: 1980, 1985, 1986, 1987 e 1988
- Campeonato Brasileiro: 1981
- Copa Libertadores da América: 1983
- Copa Intercontinental: 1983

Internacional
- Campeonato Gaúcho: 1991

### Como treinador
Sampaio Corrêa
- Campeonato Maranhense: 2000

Coritiba
- Campeonato Paranaense: 2003

Fortaleza
- Campeonato Cearense: 2007

Al-Shabab
- Copa do Golfo: 2011
- Etisalat Emirates Cup: 2011

Remo
- Campeonato Paraense: 2022